# 浦化人
浦化人（1887年—1974年），男，江苏无锡人，中国翻译家、外语教育家，曾任第二、三、四届全国政协委员。